# Kuhlerbusch
Kuhlerbusch ist ein Ortsteil im Stadtteil Gronau von Bergisch Gladbach.

## Geschichte
Im Urkataster ist die frühere Gewannenbezeichnung mit Kuhler Busch verzeichnet. Der Siedlungsname Kuhle leitet sich etymologisch von dem mittelhochdeutschen kûle (= Grube) ab und bezieht sich auf eine künstlich angelegte Vertiefung im Erdreich, aus der Erze, Sand, Kies oder Lehm gewonnen werden. Ein Busch ist ein kleiner Wald oder ein Wäldchen. Der Flurname bezeichnet vorliegend ein Waldstück, in dem bereits seit dem 15. Jahrhundert Gruben zur Kalkgewinnung angelegt worden waren. Noch in der zweiten Hälfte des 20. Jahrhunderts waren hier die Reste von einem alten Kalkofen zu sehen, die mittlerweile überbaut wurden.
Heute stehen hier neben verschiedenen Wohnhäusern eine Reihe verschiedener Gewerbebetriebe.